# Mitchell Duke
Mitchell Thomas Duke (* 18. Januar 1991 in Liverpool) ist ein australischer Fußballspieler.

## Karriere

### Verein
Duke begann seine Karriere bei den Central Coast Mariners, wo er von 2011 bis 2015 spielte. 2011 wurde er an den Blacktown City FC ausgeliehen. 2015 folgte dann der Wechsel nach Japan zu Shimizu S-Pulse, wo er einen Vierjahresvertrag unterschrieb.
Zur Saison 2019/20 kehrte er nach Australien zurück und spielte für die Western Sydney Wanderers. In zwei Saisons wurde 37 mal eingesetzt und schoss 18 Tore, was bisher den erfolgreichsten Abschnitt seiner Karriere darstellt.
Anschließend wechselte er 2020 zu Al-Taawoun in die Saudi Professional League, die ihn 2021 an seinen vorherigen Verein, die Western Sydney Wanderers ausliehen. 
Im Anschluss an seine Ausleihe wurde Duke im August 2021 in die zweite japanische Liga zu Fagiano Okayama transferiert, wo er bis Saisonende 2022 unter Vertrag stand. Für Fagiano bestritt er 51 Zweitligaspiele und schoss dabei elf Tore. Zu Beginn der Saison 2023 wechselte er im Januar 2023 zum Ligakonkurrenten FC Machida Zelvia. Am Ende der Saison 2023 feierte er mit Machida die Zweitligameisterschaft sowie den Aufstieg in die erste Liga.

### Nationalmannschaft
Im Jahr 2013 debütierte Duke für die australische Fußballnationalmannschaft. Er hat bisher insgesamt 37 Länderspiele für Australien bestritten.

## Erfolge
Central Coast Mariners
- Australischer Meister: 2012/13

FC Machida Zelvia
- Japanischer Zweitligameister: 2023  ▲